# Габуев, Александр Тамерланович
Алекса́ндр Тамерла́нович Габу́ев (род. 10 марта 1985, Москва) — российский китаевед и журналист. Директор и старший научный сотрудник Берлинского центра Карнеги по изучению России и Евразии (2023—н. в.). Бывший заместитель главного редактора журнала «Коммерсантъ-Власть» и бывший член редакционной коллегии издательского дома «Коммерсантъ».

## Биография
Родился 10 марта 1985 года в Москве. В 2007 году окончил бакалавриат, а в 2009 году — магистратуру Института стран Азии и Африки Московского государственного университета (МГУ) по направлению «История Китая». В 2013 году окончил специалитет Высшей школы экономики (ВШЭ) по специальности «Фондовые рынки и инвестиции».
В 2007—2015 годах работал в издательском доме «Коммерсантъ». Сначала являлся корреспондентом газеты «Коммерсантъ», освещал политику России в Азии и странах СНГ и связь крупного бизнеса с внешней политикой РФ. Позднее был заместителем главного редактора журнала «Коммерсантъ-Власть» и членом редакционной коллегии издательского дома «Коммерсантъ». В 2009—2013 годах входил в журналистский пул Дмитрия Медведева и Министерства иностранных дел России.
Являлся приглашённым учёным в Европейском совете по международным отношениям. Преподавал в МГУ, читал лекции по энергетической политике и политической культуре Китая. В 2011 году выступал на Мюнхенской конференции по безопасности как один из «молодых лидеров». Был членом Совета по внешней и оборонной политике (СВОП). С 2015 года входил в экспертный совет ПИР-Центра.
С 2015 года работает в Фонде Карнеги за международный мир. До марта 2022 года возглавлял программу «Россия в Азиатско-Тихоокеанском регионе» Московского центра Карнеги. В 2023 году стал директором Берлинского центра Карнеги по изучению России и Евразии, основанного в качестве преемника закрытого российскими властями Московского центра Карнеги.
В 2018 году являлся приглашённым учёным в Фуданьском университете в Шанхае. С 2019 года является старшим советником в Albright Stonebridge Group. В 2020 и 2021 годах входил в экспертный совет по рискам будущего Всемирного экономического форума в Давосе.
В июне 2023 года Министерство юстиции России внесло Габуева в список «иностранных агентов»; Габуев отказался ставить маркировку об этом.
Владеет английским, китайским, немецким и русским языками.
26 декабря 2024 года вышло интервью на YouTube-канале «вДудь» с участием Габуева.

## Cемья
Мать — Елена Дьякова (1962—2023), российский театральный и литературный критик, журналист, многолетний обозреватель отдела культуры «Новой газеты».
Отец — Тамерлан Габуев, российский археолог, кандидат исторических наук, заместитель заведующего отделом истории материальной культуры и древнего искусства народов Востока Государственного музея искусства народов Востока.